# Rana pirica
Rana pirica ist eine Froschart aus der Gattung der Echten Frösche, die in Teilen Japans und Russlands verbreitet ist. Die Erstbeschreibung der Art erfolgte im Dezember 1991 durch den japanischen Herpetologen Masafumi Matsui.

## Beschreibung

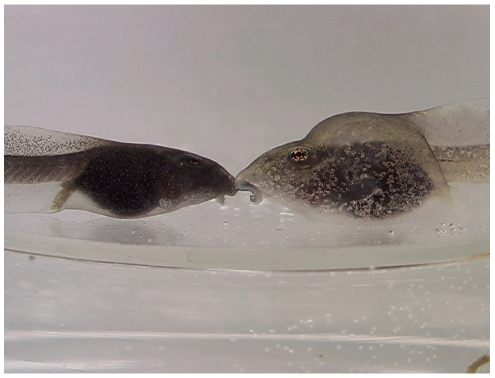
Kaulquappen

Rana pirica hat eine Kopf-Rumpf-Länge von 5,4 bis 7,2 cm bei Weibchen und 4,6 bis 5,5 cm bei Männchen. Die bräunlichen Kaulquappen der Art erreichen eine Gesamtlänge von 4,5 cm. Sie haben einen kurzen, aber hohen Schwanz. Die Färbung der adulten Frösche ähnelt der Schwesterart Rana ornativentris, die jedoch einen schlankeren Körper aufweist und besser springen kann. Die Grundfarbe variiert zwischen gräulich braun bis rötlich hellbraun. Vom Nasenloch über die Augen und diagonal nach unten zum Beinansatz verläuft ein dunkler Streifen. Die Pupillen der Augen stehen waagerecht. Die Schnauze hat eine dreieckige Form mit abgerundeter Spitze. Kehle, Brust und Bauch sind weißlich mit graubraunen Flecken. Männchen weisen paarige Schallblasen auf. Rana pirica hat zebraartige Streifen auf den kurzen Hinterbeinen. Die Hinterbeine sind etwa 2,6 Mal so lang wie die Vorderbeine. Die Art weist eine dorsolaterale (seitlich am Rücken liegende) Falte auf, mit einem Knick hinter dem Tympanum (Trommelfell), der jedoch weniger stark ausfällt als bei R. ornativentris. Weitere ähnliche Arten sind Rana temporaria, Rana chensinensis und Dybowskis Frosch (Rana dybowskii).
Der Karyotyp weist 2n=24 Chromosome auf, mit fünf großen und sieben kleinen Chromosomenpaaren. Hybride mit Rana temporaria, Rana chensinensis und Rana dybowskii sind nicht fortpflanzungsfähig.

## Lebensweise
Die Frösche kommen in Wäldern und Grasland bis etwa 2000 m Höhe vor. Sie laichen im April bis Mai in flachen Stillgewässern und langsamen Fließgewässern. Auf dem Weg zu ihren Laichplätzen werden sie oft von Autos überfahren. Sie sind sowohl tagsüber als auch nachts unterwegs bei warmen Temperaturen zwischen etwa 10 und 21 °C. Dabei kommen auch häufig Paare mit Amplexus vor. Die Paarungsrufe der Männchen klingen wie ein hohes Quietschen, das 6 bis 7 Mal wiederholt wird.
Die Laichballen enthalten etwa 700 bis 1100 Eier, davon ragt der Großteil meist über die Wasseroberfläche hinaus. Die Kaulquappen schlüpfen und entwickeln sich rasch. Bei Anwesenheit von Larven der Winkelzahnmolchart Hynobius retardatus entwickeln sie einen breiteren Körperbau, um nicht von diesen gefressen zu werden. Diese entwickeln wiederum in einer Art Wettrüsten breitere Münder als gewöhnlich, um die Kaulquappen von Rana pirica fressen zu können. Nach der Metamorphose der Kaulquappen, die lange vor Wintereinbruch erfolgt, brauchen die Froschlurche in der Regel zwei bis drei Jahre, um die Geschlechtsreife zu erreichen. Die Nahrung der Frösche ähnelt vermutlich anderen Arten der Gattung, die sich unter anderem von Insekten, Spinnen und Weichtieren ernähren.

## Verbreitungsgebiet und Status
Das Verbreitungsgebiet liegt im Norden Japans und angrenzenden Teilen Russlands. Es umfasst Hokkaidō und vorgelagerte Inseln, die südlichen Kurilen und Sachalin.
Die IUCN stuft die Art aufgrund ihres großen Verbreitungsgebiets als nicht gefährdet (least concern) ein und ihren Populationstrend als stabil. In Japan kommt sie in mehreren Schutzgebieten wie zum Beispiel dem Kushiro-Shitsugen-Nationalpark vor.